# Calyptrogyne allenii
Calyptrogyne allenii är en enhjärtbladig växtart som först beskrevs av Liberty Hyde Bailey, och fick sitt nu gällande namn av De Nevers. Calyptrogyne allenii ingår i släktet Calyptrogyne och familjen Arecaceae.
Artens utbredningsområde är Panama.

## Underarter
Arten delas in i följande underarter:
- C. a. allenii
- C. a. centralis